# Monaldo da Capodistria
Monaldo da Capodistria, latinizzato come Monaldus Iustinopolitanus ovvero Monaldo Giustinopolitano (Capodistria o Pirano, 1208 circa – Capodistria, 1280 circa), è stato un teologo e canonista francescano italiano.
Morto in concetto di santità, è venerato come beato dai francescani, benché non ufficialmente proclamato dalla Chiesa cattolica.
Autore della Summa Monaldina, fu un riconosciuto esperto di diritto civile e canonico, forse laureato a Bologna o Padova prima di darsi alla vita religiosa. Fu un frate minore sin dagli inizi dell'Ordine francescano e operò nel monastero di San Francesco a Capodistria e a Trieste. Alcuni ritengono che sia stato a capo della provincia dalmata di San Girolamo dei frati minori conventuali.

## Biografia

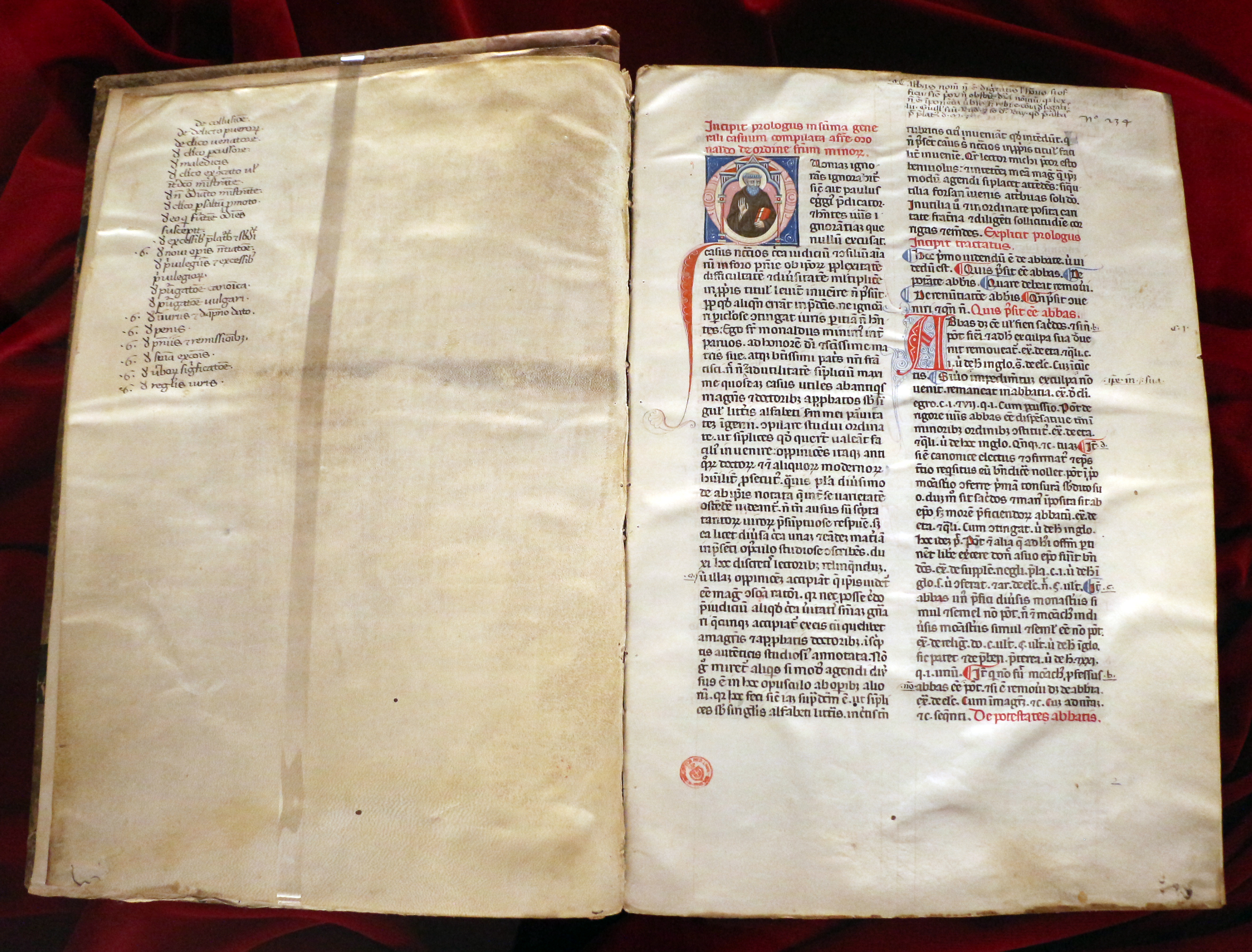
Summa de Iure Canonico, 1275-1300 ca., Biblioteca Medicea Laurenziana, Firenze.

Nacque tra il 1210 e il 1220 a Giustinopoli (nome antico di Capodistria) - o nei pressi di Pirano secondo altri - da una ricca famiglia contadina probabilmente di origine toscano-marchigiana (Monaldi o Bonaccorsi). Da ragazzo, gli fu insegnato a leggere e scrivere da uno dei cappellani di Pirano. All'età di nove anni fu inviato ai Benedettini di Valdoltro a San Nicola, poi probabilmente a studiare presso la facoltà di giurisprudenza di Bologna o Padova. A Padova avrebbe ascoltato la predicazione del famoso Antonio di Padova e decise di unirsi ai frati minori. Dovette anche partecipare al capitolo generale dell'ordine ad Assisi (1227) e incontrare San Francesco. Negli anni dal 1227 al 1230, Antonio di Padova era a capo della provincia lombarda e, durante la sua visita sulla costa nord-orientale del mare Adriatico, fondò anche qui dei conventi (Trieste, Capodistria, Parenzo).
Dopo la consacrazione a sacerdote, nel 1230 Monaldo fu inviato a Trieste, dove fu a capo del convento. Il fatto che anche i frati francescani più giovani fossero a Capodistria quell'anno è citato da Gedeone Pusterla. Fu lui a far costruire la chiesa di Maria Ausiliatrice nella Città Vecchia di Trieste, alla Cavana. Il 26 maggio 1257 fu nominato capo della provincia dalmata, con sede a Zara, che comprendeva 26 conventi tra Albania e Istria. Nel 1266 tornò a Capodistria, dove fu nominato guardiano della comunità dei frati. Trascorse qui gli ultimi anni della sua vita. Costruì un convento (divenuto poi sede del liceo di Capodistria) e la chiesa di San Francescano (poi trasformata in palestra). 
I biografi descrivono Monaldo come un uomo gentile. A causa della sua vita virtuosa e santa, dopo la sua morte a Capodistria nel 1280-1284, la gente iniziò a raccomandare a lui le proprie necessità. Fu sepolto in una chiesa a lui dedicata in un sarcofago di pietra, e in quel momento iniziarono a verificarsi miracoli, quindi il suo corpo fu posto in una nuova arca (1617) e posto sull'altare per il culto pubblico.

## Traslazioni
Nel 1806, quando il convento di Capodistria fu abolito dalle leggi napoleoniche, i fratelli francescani consegnarono le reliquie del beato Monaldo alle sorelle di Capodistria, le Clarisse. Presto anch'esse dovettero lasciare il loro monastero e trasferirsi a San Biagio. Dopo lo scioglimento di questo monastero nel 1816, le reliquie furono trasferite nella cappella privata della famiglia Gravisi, situata lungo la strada da Capodistria a Isola. Gli ultimi due cappellani vivevano nella casa accanto alla cappella e dopo la loro morte le reliquie furono conservate nella chiesa cattedrale. Il francescano Giancinto Repic (1863–1918), proveniente da Sturi presso Aidussina, raggiunse il vescovo di Trieste, Franz Xaver Nagl, che fece esaminare i resti di Monaldo il 24 giugno 1904 e li fece riportare nell'altare della chiesa di Sant'Anna e quindi al culto pubblico.
Nel 1940 dal monastero di Sant'Anna, a causa dei pericoli della guerra, furono trasportate in Italia 65 opere d'arte, tra cui una pala d'altare sul reliquiario del santo, dipinta nel XVI secolo da Geronimo Rizzi. Le reliquie del beato Monaldo rimasero a Capodistria fino al 1949, quando, a causa della repressione religiosa e dell'esodo istriano, i francescani della provincia veneta che lasciarono Capodistria li portarono a Venezia, quindi a Trieste nel 1954 nella chiesa di Santa Maria Maggiore.

## Opere

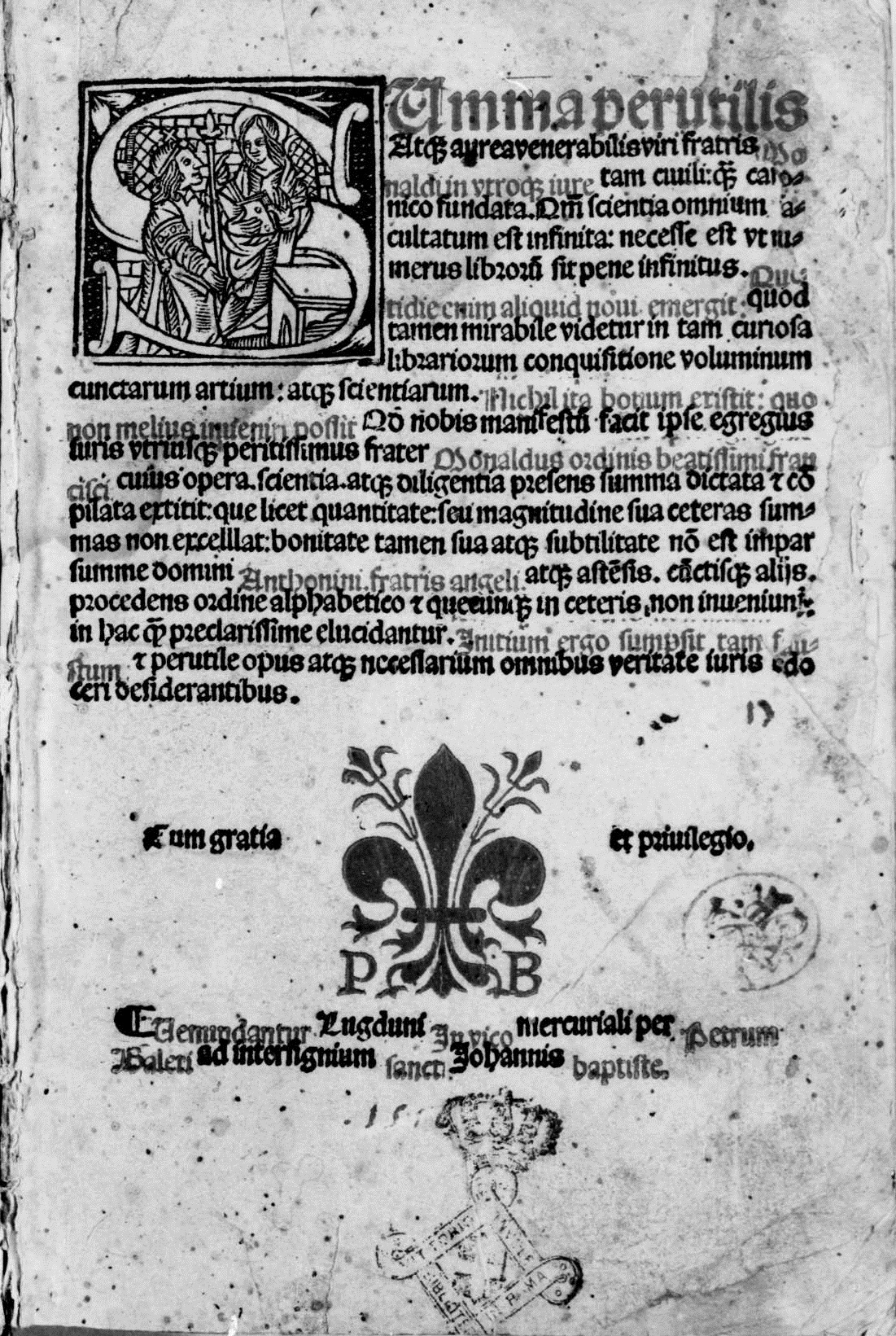
Summa in utroque iure tam civili, edizione del 1516

Prima del secondo concilio di Lione del 1274 Monaldo scrisse la sua Summa, che lo rese famoso per secoli; quest'opera testimonia la sua capacità di canonista e teologo. Il libro, di 600 pagine, con sentenze ordinate alfabeticamente riguardanti la casistica penitenziale, è meglio conosciuto come Summa Monaldina e si inserisce nel solco della tradizione delle Summae confessorum.
Oltre un quinto della Summa tratta di aspetti economici, in particolare di come conciliare il commercio con l'etica civile: dei 295 fogli a stampa dell'opera, 49 trattano del mercato e delle questioni etiche ad esso legate, 12 alla simonia.
Si contano 65 manoscritti della Summa (tutti completi tranne uno), conservati in varie biblioteche, tra cui Padova (manoscritto del 1293, il più antico), Praga, Oxford, New York e altrove. Un codice è conservato anche a Lubiana. La Summa è stata un punto di riferimento nella storia del diritto, motivo per cui è ancora menzionata, citata e discussa dalla letteratura critica ed è allo stesso tempo un prezioso documento dell'identità cristiana dell'Istria. Sono stati attribuiti a Monaldo anche alcuni sermoni e scritti teologici, ma la sua paternità potrà essere dimostrata solo da uno studio critico dei testi.

### Edizioni
- (LA) Summa in utroque iure tam civili, Lyon, Pierre Ballet, 1516.

### Manoscritti

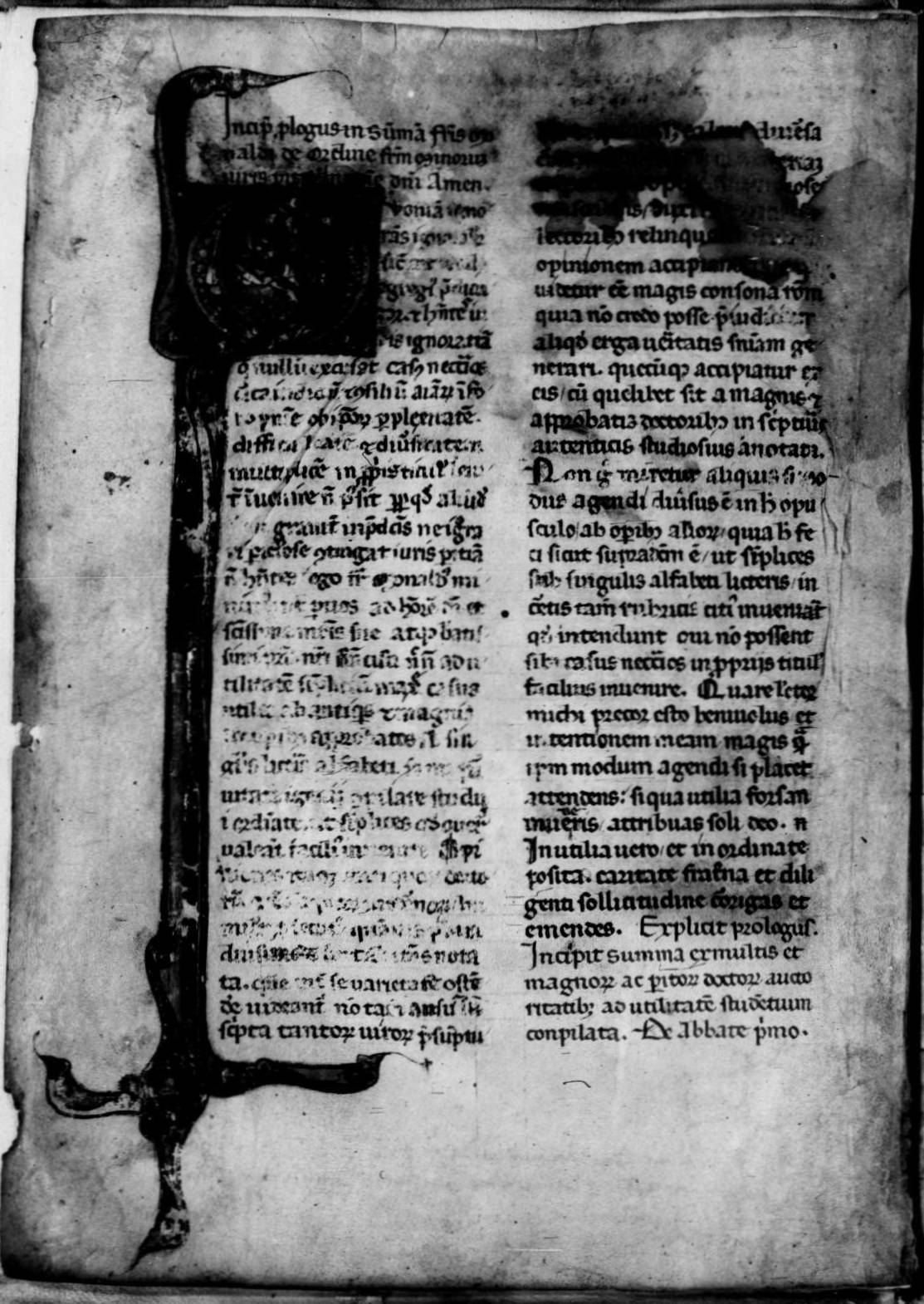
Summa iuris canonici, manoscritto, XV secolo. Milano, Biblioteca Ambrosiana, Fondo manoscritti, ms. P 85 sup., ff. 1v-332r.

- Summa iuris canonici, XV secolo, Milano, Biblioteca Ambrosiana, Fondo manoscritti, ms. P 85 sup.,  ff. 1v-332r.

## Culto
Il culto locale relativo a Monaldo è attestato dal 1285.
Monaldo da Capodistria non è un santo proclamato ufficialmente dalla Chiesa cattolica, ma nella tradizione secolare, in particolare dai frati francescani, è venerato come beato; il calendario liturgico francescano ne fa memoria il 9 novembre. Un affresco che lo ritrae, realizzato da Ubaldo Oppi nel 1932, è presente nella Basilica di Sant'Antonio a Padova, nella cappella di San Francesco d'Assisi.
Varie istituzioni culturali e religiose locali in collaborazione con il vescovo di Capodistria Metod Pirih hanno proclamato nel 2010 l'Anno di Monaldo, iniziato il 6 novembre 2010 e terminato il 6 novembre 2011 con un solenne celebrazione eucaristica. Nell'anniversario si sono tenuti vari eventi culturali, scientifici e pastorali dedicati al religioso capodistriano. Nel 2013 le spoglie, dopo sessant'anni, sono state traslate a Capodistria per alcuni giorni.